# شکربوته برگ‌نواری
شکربوته برگ‌نواری (نام علمی: Protea lorifolia) نام یک گونه از سرده شکربوته‌ها است.